# Габасане Масофа
Габасане Масофа (26 грудня 1903 — 28 січня 1941) — басутолендський (сучасне Лесото) воєначальник, регент при малолітньому сині верховного вождя Саймона Сіісо Мошвешве.
На момент смерті вождя Саймона Сіісо його сину, майбутньому королю Мошвешве II, виповнилось лише два роки. Тому Габасане Масофа став при ньому регентом. Однак він правив лише впродовж одного місяця й помер у січні 1941 року. Наступною регенткою стала Мантсебо Амелія Матсаба, перша з трьох дружин Саймона Сіісо.